# ルイス・ハビエル・スアレス
ルイス・ハビエル・スアレス・チャリス（Luis Javier Suárez Charris  ,  1997年12月2日 - ）は、コロンビア・サンタ・マルタ出身のプロサッカー選手。ポジションはFW。リーガ・ポルトガル・スポルティングCP所属。コロンビア代表。

## 来歴
2015年12月2日、レオネスFCのメンバーとしてシニアデビュー、アメリカ・デ・カリ戦の後半に途中出場した。2016年3月1日、グラナダCFへ買取オプション付きの期限付き移籍。Bチームに所属した。
2017年7月17日、イングランド・プレミアリーグのワトフォードFCへ移籍し、すぐにレアル・バリャドリードのBチームへ貸し出された。バリャドリードBで11得点を決め、2018年7月9日、セグンダ・ディビシオンのジムナスティック・タラゴナへ期限付き移籍。
2019年6月21日、レアル・サラゴサへ期限付き移籍。
2020年10月2日、グラナダCFに完全移籍。契約期間は5年。
2022年7月18日、オリンピック・マルセイユへ完全移籍した。8月7日に行われたスタッド・ランス戦ではアルカディウシュ・ミリクに代わって62分から出場し、デビュー戦で2ゴールをあげた。同年12月5日、2022-23シーズン終了までプリメーラ・ディビシオンのUDアルメリアへ期限付き移籍することが決定し、800万ユーロでの買い取りオプションも付帯する。
2024-25シーズンはセグンダ・ディビシオンで27ゴールを記録して得点王に輝いた。
2025年7月28日、ポルトガルのスポルティングCPに完全移籍した。2030年までの5年契約を締結し、契約解除金は8000万ユーロに設定された。